# Runan (Côtes-d’Armor)
Runan település Franciaországban, Côtes-d’Armor megyében. Lakosainak száma 253 fő (2022. január 1.). Runan Brélidy, Coatascorn, Ploëzal, Plouëc-du-Trieux, Prat és La Roche-Jaudy községekkel határos.

## Népesség
A település népessége az elmúlt években az alábbi módon változott:
| Lakosok száma | 276  | 227  | 246  | 248  | 227  | 239  | 246  | 250  | 262  | 253  |
|               | 1968 | 1990 | 2006 | 2011 | 2015 | 2016 | 2018 | 2019 | 2021 | 2022 |